# Bunwell
Bunwell är en ort och civil parish i Storbritannien.   Den ligger i grevskapet Norfolk och riksdelen England, i den sydöstra delen av landet, 140 km nordost om huvudstaden London. Bunwell ligger 70 meter över havet och antalet invånare är 885.
Terrängen runt Bunwell är huvudsakligen mycket platt. Bunwell ligger uppe på en höjd. Runt Bunwell är det ganska tätbefolkat, med 124 invånare per kvadratkilometer. Närmaste större samhälle är Norwich, 18,7 km nordost om Bunwell. Trakten runt Bunwell består till största delen av jordbruksmark.